# Spheniscus
El gènere Spheniscus són pingüins amb patrons de plomatge similars i coneguts per la brama que recorda la d'un ruc. Els trets comuns inclouen una banda de negre que recorre el cos vorejant la coloració dorsal negre. Tots els membres d'aquest gènere ponen ous i crien en nius situats en caus o en depressions naturals a la terra.

## Sistemàtica
El gènere Spheniscus va ser introduït pel zoòleg francès Mathurin Jacques Brisson en 1760 amb el pingüí del Cap (Spheniscus demersus) com l'espècie tipus. El nom de gènere Spheniscus deriva del grec antic «σφήν» (sphẽn) significant "falca" i és una referència a que són força prims.

## Rang
Els científics creuen que el gènere Spheniscus es va originar a Amèrica del Sud, tot i que els fòssils més antics assignats al tàxon són de l'Antàrtida. Els fòssils més antics de Spheniscus són també els fòssils de pingüins més antics de l'Antàrtida. Els pingüins del Cap, de Humboldt i de Magallanes viuen en climes temperats. El pingüí del Cap viu a Sud-àfrica, el pingüí de Humboldt viu a la costa del Perú i Xile, mentre que el pingüí de Magallanes viu a la costa de Xile, Argentina i les illes Falkland. Els pingüins de Humboldt i de Magallanes són parcialment simpàtrics, ja que les seves àrees de distribució se superposen al sud de Xile. El pingüí de les Galápagos és endèmic de les Illes Galápagos, convertint-lo en el més septentrional de totes les espècies de pingüins.

## Vocalitzacions
Aquests pingüins utilitzen vocalitzacions per a la localització, la socialització i per permetre el reconeixement de coespecífics o companys. Les vocalitzacions en ocells es produeixen per vibracions de la siringe, localitzada a la part inferior de la tràquea. Les vocalitzacions se semblen a la brama d'un ruc. Les quatre categories de vocalitzacions són pel contacte, d'enfrontament, d'èxtasi o cançons de visualització mútua.

### Crits de contacte
Les crides de contacte són vocalitzacions utilitzades principalment per mantenir la unitat dins d'un grup social, per identificar-se i mantenir contacte amb un company. La individualitat vocal ha evolucionat en aquests pingüins a causa de les grans dimensions de grup social. Els crits de contacte són freqüentment utilitzats per formar grans bandades quan busquen menjar. És fàcil separar-se mentre bussegen per menjar, per tant, aquests pingüins utilitzen crits de contacte per mantenir-se en contacte entre ells quan estan fora de visió. Un crit  de contacte pot transmetre un excés d'informació sobre un pingüí individual, incloent-hi el sexe, l'edat, l'estat social dins d'un grup i l'estat emocional.

### Crides agonistes
Les crides agonístiques són vocalitzacions utilitzades quan un pingüí demostra un comportament agonista, que es caracteritza per interaccions agressives o lluites. Normalment, els pingüins vocalitzen les crides agonístiques quan defensen un territori, com el niu, contra coespecífics. Per a les espècies de pingüins nidificants, com és el cas, només la parella i la descendència són els únics individus permesos al niu. Així, qualsevol coespecífic de la gran colònia que envaeix aquest territori serà una amenaça i se'n deriva una reacció agonista.

### Cants d'exhibició

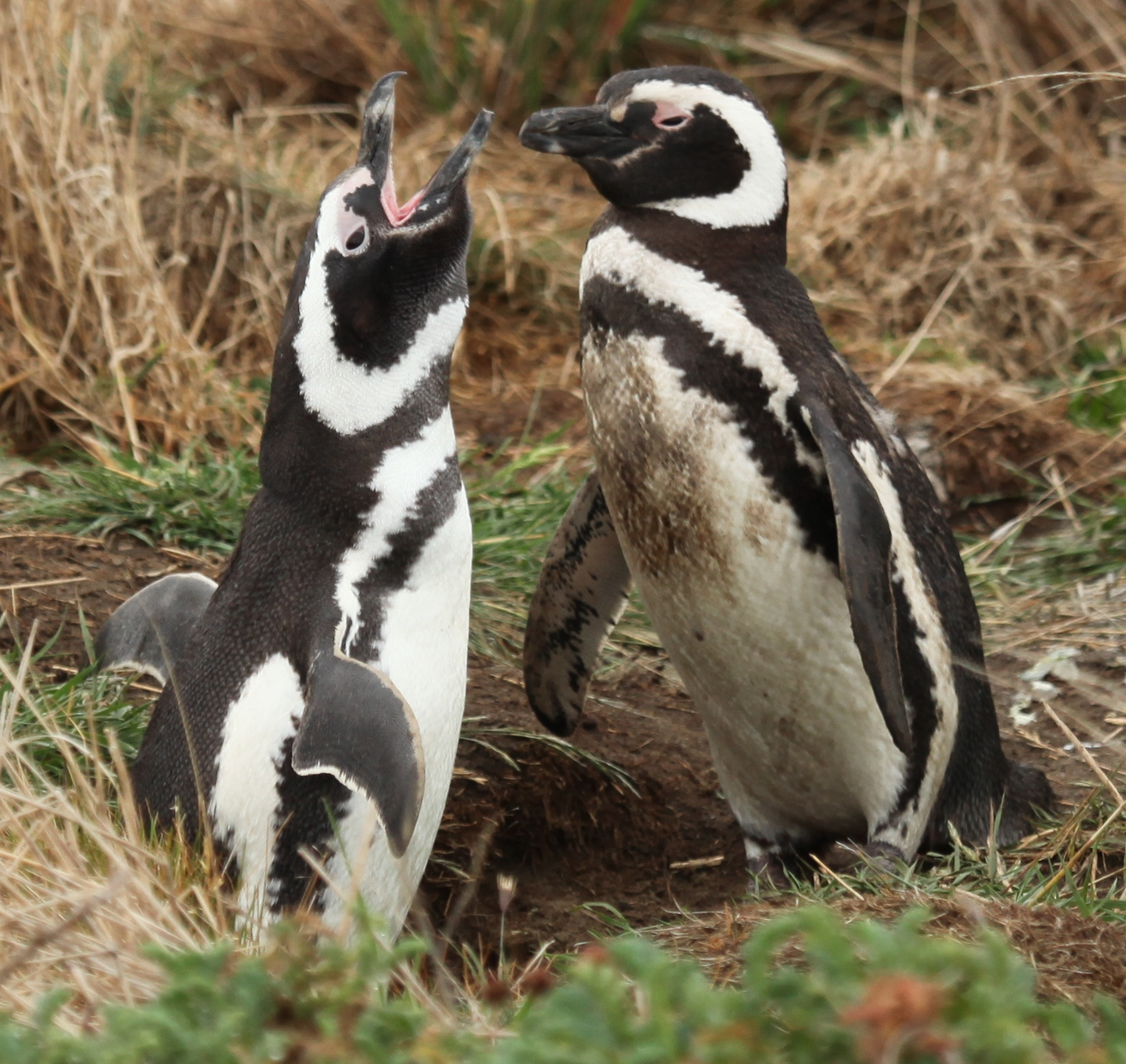
Parella de pingüins de Magallanes amb un fent un cant d'exhibició.

Hi ha dos tipus de cants d'exhibició; els d'èxtasi i el de visualització mútua. Els d'èxtasi són els més forts i complexes que realitzen els aquests pingüins. Estàn compostos d'una seqüència de diferents síl·labes acústiques que formen completen una frase i solen fer-los durant l'època  d'aparellament. Tot i tenir una estreta relació entre les diferents espècies de Spheniscus, els cants d'èxtasi dels pingüins africans, el de Humboldt i el de Magallanes, són clarament recognoscibles, fins i tot per a l'oïda humana. Normalment, les femelles responen amb més força al cant de la parella que no pas al d'altres coespecífics. A més, hi ha proves que suggereixen que els cants d'èxtasi poden transmetre individualitat vocal a través del tipus de síl·labes que produeix el propi cant. Aquesta individualitat vocal pot transmetre informació com la mida i el pes del cos, ja que els cants de visualització mútua són similars als d'èxtasi en el sentit que també són seqüències complexes de síl·labes acústiques. No obstant això, els cants de visualització mútua són realitzats per la parella al lloc de nidificació.

## Teoria del filtre font
La teoria del filtre font és un context utilitzat per estudiar la comunicació de mamífers a través de vocalitzacions. Segons aquesta teoria, els crits acústics són produïts per una font i després han de ser filtrats per eliminar certes freqüències o deixar altres sense canvi, la qual cosa produeix individualitat vocal. En mamífers, la font són les vibracions en la laringe i el filtre és el tracte vocal. Tanmateix, els ocells utilitzen una font i filtre diferent per produir vocalitzacions. Utilitzen una estructura anomenada siringe com font de vibracions i la tràquea actua de filtre. La teoria del filtre font s'ha tornat cada vegada més popular per estudiar ocells, com diverses espècies de pingüins. Aquesta teoria es pot utilitzar per investigar com la variació acústica i la individualitat dins d'un conjunt d'espècies estretament relacionades s'atribueix a diferències morfològiques diferents en els seus orgues vocals.

## Taxonomia

### Existents
Les quatre espècies actuals de Spheniscus són:
| Imatge             | Nom comú                | Nom binomial            |
| ------------------ | ----------------------- | ----------------------- |
| Megallanic Penguin | Pingüí de Magallanes    | Spheniscus magellanicus |
| Humboldt Penguin   | Pingüí de Humboldt      | Spheniscus humboldti    |
| Galápagos Penguin  | Pingüí de les Galápagos | Spheniscus mendiculus   |
| African Penguin    | Pingüí del Cap          | Spheniscus demersus     |

### Fòssils

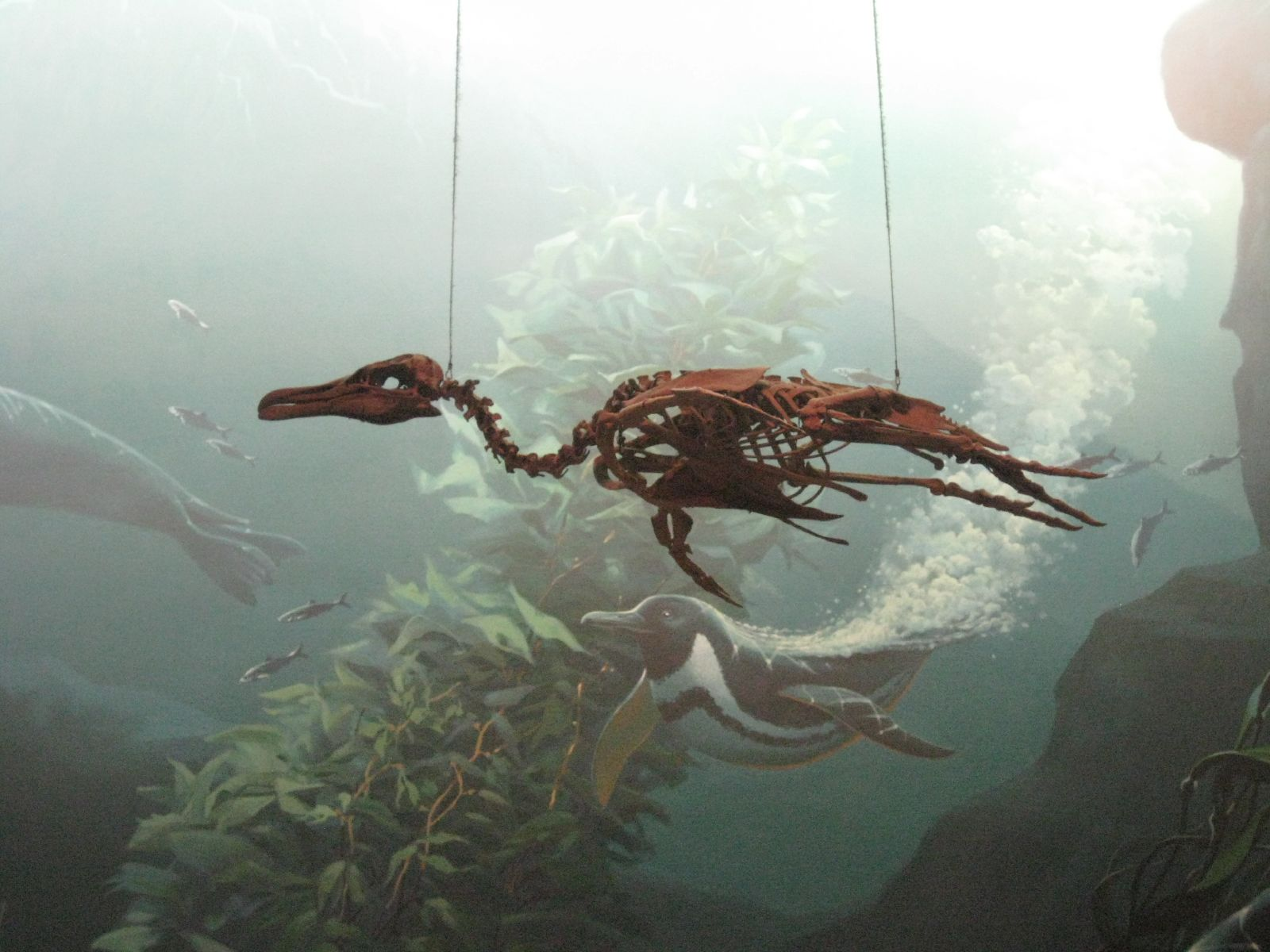
Fòssil de Spheniscus sp.

Es coneixen nombroses espècies extintes de pingüins d'aquest gènere:
- Spheniscus muizoni
- Spheniscus chilensis
- Spheniscus megaramphus
- Spheniscus urbinai

Spheniscus predemersus s'ha reclassificat en el gènere monotípic Inguza.